# PHYHIPL
La proteína que interactúa con la hidroxilasa Phytanoyl-CoA es una enzima que en los seres humanos está codificada por el gen PHYHIPL.